# Cardiomya pectinata
Cardiomya pectinata är en musselart som först beskrevs av Carpenter 1864.  Cardiomya pectinata ingår i släktet Cardiomya och familjen Cuspidariidae. Inga underarter finns listade i Catalogue of Life.